# IC 3702
IC 3702 ist eine Balken-Spiralgalaxie vom Hubble-Typ SBc? im Sternbild Jungfrau auf der Ekliptik. Sie ist schätzungsweise 384 Millionen Lichtjahre von der Milchstraße entfernt.
Das Objekt wurde am 10. Mai 1904 von Royal Harwood Frost entdeckt.